# Прамнэк, Эдуард Карлович
Эдуа́рд Ка́рлович Пра́мнэк (Прамниекс, латыш. Eduards Prāmnieks; 19 (31) декабря 1899, имение Карлкарн, Яунраунсская волость, Венденский уезд, Лифляндская губерния, Российская империя — 29 июля 1938, Москва, СССР) — советский латышский государственный и партийный деятель. Входил в состав особой тройки НКВД СССР.

## Биография
Родился 19 (31) декабря 1899 в имении Карлкарн Яунраунсской волости Венденского уезда Лифляндской губернии Российской империи (ныне Цесисский край Латвии), в семье батрака.
В 1912 году окончил сельскую школу, был пастухом в сельских обществах Роненбургской и Веселовской волостей Венденского уезда Лифлянской губернии, а затем — с 1913 по 1918 год — каменщиком на стройке. В мае 1917 вступил в РСДРП(б). В декабре 1918—марте 1919 гг. — учитель приходской школы.
В годы Гражданской войны в Красной армии, на политработе в Латышских стрелковых полках, участник (красноармеец отряда особого назначения) подавления Кронштадтского мятежа.
Учился в Коммунистическом университете народов Запада, затем в Коммунистическом университете имени Я. М. Свердлова (1921—1924).
В 1924—1934 гг. на партийной работе в Нижегородской и Вятской (февраль — июль 1929 г.) губерниях, после Нижегородском-Горьковском крае: 
- В мае 1924—мае 1925 гг. — секретарь парткома завода металлоизделий «Красная Этна» в Нижнем Новгороде.
- С мая 1925 по август 1927 гг. — секретарь Нижегородского горрайкома ВКП (б).
- С августа 1927 по январь 1929 гг. — заведующий оргинсрукторским отделом Нижегородского губкома ВКП (б).
- В январе-ноябре 1929 года — второй секретарь Вятского губкома и окружкома ВКП (б).
- С ноября 1929 по февраль 1934 гг. — второй секретарь Нижегородского-Горьковского крайкома ВКП (б).

Находясь на этой работе, принимал участие в проведении коллективизации. С 21 февраля 1934 г. по май 1937 г. — первый секретарь Горьковского краевого — областного комитета партии. 
Далее Э.Прамнэк добивается перевода в Донецк.
С 24 мая 1937 г. по 8 апреля 1938 г. — первый секретарь Донецкого областного комитета компартии Украины. Этот период отмечен вхождением в состав особой тройки, созданной по приказу НКВД СССР от 30.07.1937 № 00447, и активным участием в сталинских репрессиях.
Член ЦК ВКП (б) (1937—1938), кандидат в члены ЦК ВКП (б) (1934—1937), член ЦК КП (б) Украины (1937—1938), член Политбюро ЦК ЦК КП (б) Украины (1937—1938). Делегат 14—17-го съездов ВКП (б). Депутат Верховного Совета СССР 1-го созыва.

## Арест и казнь
Арестован 9 мая 1938 года. Э.К. Прамнэк на суде виновным себя не признал, но Военная коллегия Верховного суда СССР (ВКВС), рассмотрев дело Прамнэка в течение 20 минут, осудила его к ВМН. Расстрелян 29 июля 1938 года в здании Военной коллегии Верховного Суда СССР. После смерти Сталина реабилитирован и посмертно восстановлен в партии (1956 г.).
Его жена, Прамнэк Мильда Карловна (род. 1904), образование — неоконченное среднее, директор кондитерской фабрики, также была арестована, приговорена к высшей мере наказания и расстреляна 26 августа 1938 года на полигоне «Коммунарка» .